# 日南市消防本部
日南市消防本部（にちなんししょうぼうほんぶ）は、宮崎県日南市にある消防本部。

## 管轄区域
- 日南市全域

## 主力機械
2018年（平成30年）4月1日現在
- 普通消防ポンプ自動車：3
- 水槽付消防ポンプ自動車：2
- 小型動力ポンプ付水槽車:1
- 救助工作車：1
- 化学車：1
- 資機材運搬車:1
- 高規格救急自動車：5
- その他：3

## 組織
- 本部
  - 総務課
  - 予防課
  - 警防課
    - 消防署

## 消防署
| 消防署                      | 所在地 | 出張所     | 所在地 |
| --------------------------- | --- | ---------- | --- |
| 日南市消防本部 日南市消防署 | 〒889-2524 日南市大字殿所2026番9号 （北緯31度37分1.5秒 東経131度22分47.9秒 / 北緯31.617083度 東経131.379972度） | 北郷出張所 | 〒889-2402 日南市北郷町郷之原乙1608番地 （北緯31度40分34.0秒 東経131度22分39.0秒 / 北緯31.676111度 東経131.377500度） |
| 日南市消防本部 日南市消防署 | 〒889-2524 日南市大字殿所2026番9号 （北緯31度37分1.5秒 東経131度22分47.9秒 / 北緯31.617083度 東経131.379972度） | 南郷出張所 | 〒889-3206 日南市南郷町南町8番2号 （北緯31度32分4.6秒 東経131度22分18.1秒 / 北緯31.534611度 東経131.371694度）        |

## 沿革
- 1950年（昭和25年）1月1日 - 日南市の市制施行に伴い、「日南市消防本部」が発足。
- 1952年（昭和27年）8月 - 油津に「日南市消防署」が設置される。署員20名。消防ポンプ自動車が1台配備される。
- 1955年（昭和30年）2月 - 細田町と鵜戸村が日南市に編入され、管轄区域が拡大。
- 1956年（昭和31年）4月 - 酒谷村と榎原村大窪地区が日南市に編入され、管轄区域が拡大。
- 1957年（昭和32年）10月 - 飫肥出張所を開設。
- 1958年（昭和33年）10月 - 飫肥出張所を「飫肥消防署」とする。これに伴い日南市消防署を「油津消防署」に改称。
- 1965年（昭和40年）1月 - 救急業務を開始。
- 1973年（昭和48年）3月 - 消防本部庁舎が完成。組織改編により1本部（4課体制）・1署・2出張所体制とする。飫肥消防署と油津消防署をそれぞれ出張所とする。
- 1974年（昭和49年）11月 - 救助隊を編成。
- 1977年（昭和52年）3月 - 飫肥出張所を新築。
- 1982年（昭和57年）4月1日 - 南那珂郡南郷町より消防事務が委託され、広域消防が発足。管轄区域を拡大。
- 1984年（昭和59年）3月 - 本部庁舎別棟が完成。
- 1986年（昭和61年）9月 - 飫肥出張所を改築。
- 1990年（平成2年）3月 - 本部庁舎に消防訓練場と訓練棟を併設。
- 1992年（平成4年）4月1日 - 南那珂郡北郷町より消防事務が委託される。管轄区域を拡大。
- 1994年（平成6年）1月 - 高規格救急車を導入。
- 2011年（平成23年）
  - 3月31日 - 飫肥出張所と油津出張所を廃止。
  - 4月1日 - 北郷出張所と南郷出張所を新設。
- 2014年（平成26年）
  - 3月 - 宮崎県立日南振徳商業高等学校跡地に新消防庁舎が完成。
  - 4月1日 - 新庁舎にて業務を開始。

## 参考資料
- 平成30年度 日南市 消防年報 - 日南市ウェブサイト